# Bryans Road
Bryans Road és una concentració de població designada pel cens dels Estats Units a l'estat de Maryland. Segons el cens del 2000 tenia 4.912 habitants.

## Demografia
Segons el cens del 2000, Bryans Road tenia 4.912 habitants, 1.815 habitatges, i 1.352 famílies. La densitat de població era de 229,3 habitants per km².
Dels 1.815 habitatges en un 38% hi vivien nens de menys de 18 anys, en un 51% hi vivien parelles casades, en un 18,6% dones solteres, i en un 25,5% no eren unitats familiars. En el 20,7% dels habitatges hi vivien persones soles el 6,8% de les quals corresponia a persones de 65 anys o més que vivien soles. El nombre mitjà de persones vivint en cada habitatge era de 2,7 i el nombre mitjà de persones que vivien en cada família era de 3,11.
Per edats la població es repartia de la següent manera: un 28,2% tenia menys de 18 anys, un 6,4% entre 18 i 24, un 34,6% entre 25 i 44, un 20,7% de 45 a 60 i un 10,2% 65 anys o més.
L'edat mediana era de 34 anys. Per cada 100 dones de 18 o més anys hi havia 83,7 homes.
La renda mediana per habitatge era de 57.228 $ i la renda mediana per família de 63.793 $. Els homes tenien una renda mediana de 40.636 $ mentre que les dones 35.137 $. La renda per capita de la població era de 24.830 $. Entorn del 3,3% de les famílies i el 4,5% de la població estaven per davall del llindar de pobresa.

## Poblacions properes
El següent diagrama mostra les poblacions més properes.